# Valence (Francia)
Valence (en occitano: Valença), también llamada Valence-sur-Rhône, es una ciudad y comuna francesa situada en el departamento de Drôme, de la región de Auvernia-Ródano-Alpes. Está vinculada históricamente a la antigua provincia del Delfinado.

## Toponimia
El nombre de la ciudad es Valence, aunque también se la conoce como Valence-sur-Rhône. Antiguamente en castellano era referida como Valencia de Francia. En occitano el topónimo es Valença.

## Geografía

### Situación
Valence se refiere a menudo como "la puerta del sur de Francia". Su situación geografía coloca Valence al centro del valle del río Ródano, en la desembocadura del valle de Isère, puerta de entrada a los Alpes. La ciudad es casi equidistante (a unos 100 kilómetros) de Lyon, Grenoble, Saint-Etienne y Orange. 
Situada a pocos kilómetros al sur del paralelo 45, la ciudad es referida a menudo como la puerta sur de Francia. "En Valencia, el Sur se inicia". La ciudad se ha establecido en cuatro terrazas aluviales que se alzan en la orilla izquierda del Ródano: 
- la más baja, que está más cerca del río, donde estaban los barrios de pescadores y marineros;
- la terraza media, al abrigo de las inundaciones del río, que ha desarrollado la primera histórica, dentro de sus muros, y después fuera;
- la tercera terraza altamente urbanizada en la segunda mitad del siglo XX;
- la más alta, llamado plateau de Lautagne que se desarrolla en un centro de actividades tecnológicas, ya finales del siglo XX.

La ciudad también le dio su nombre a una región geográfica bien delimitada: le Valentinois. Se sitúa en una llanura aluvial, en la orilla izquierda del río Ródano. Dicho río y su valle constituyen las vías de comunicación fundamentales de la población. 
Además de estar en el eje de autopistas París-Lyon-Mediterráneo, Valence tiene una estación del TGV. Su aeródromo, sin embargo, no es atendido por vuelos regulares. Sus puentes sobre el Ródano han tenido también gran importancia para la ciudad.
Los habitantes se llaman Valentinois y Valentinoises.

### Municipios limítrofes
| Noroeste: Guilherand-Granges | Norte: Bourg-lès-Valence, Saint-Marcel-lès-Valence | Noreste: Alixan                           |
| Oeste: Guilherand-Granges    |                                                    | Este: Montelier, Chabeuil, Malissard      |
| Suroeste: Soyons             | Sur: Portes-lès-Valence                            | Sureste: Beaumont-lès-Valence, Montéléger |

## Historia
Su nombre, procedente del latín Valentia, es compartido en varias formas por otras ciudades del antiguo imperio. Fue un puesto avanzado romano frente a los galos.
Durante la Edad Media la ciudad permaneció dentro de los muros romanos, reforzados en 1570 bajo Carlos IX. A pesar de este estancamiento, Valence seguía siendo un punto importante en el eje comercial del Ródano, y también en la frontera entre Francia y el Sacro Imperio Romano Germánico, de la que formó parte hasta el siglo XV. En 1452 se fundó una universidad.
Durante el siglo XVI se construyó una ciudadela y se desarrollaron las instalaciones militares, y durante el siglo XVII se instalaron diversas órdenes religiosas. Al reforzarse las funciones militares, administrativas y religiosas en detrimento del comercio, el centro de la ciudad permaneció con una estética medieval, que aún perdura.

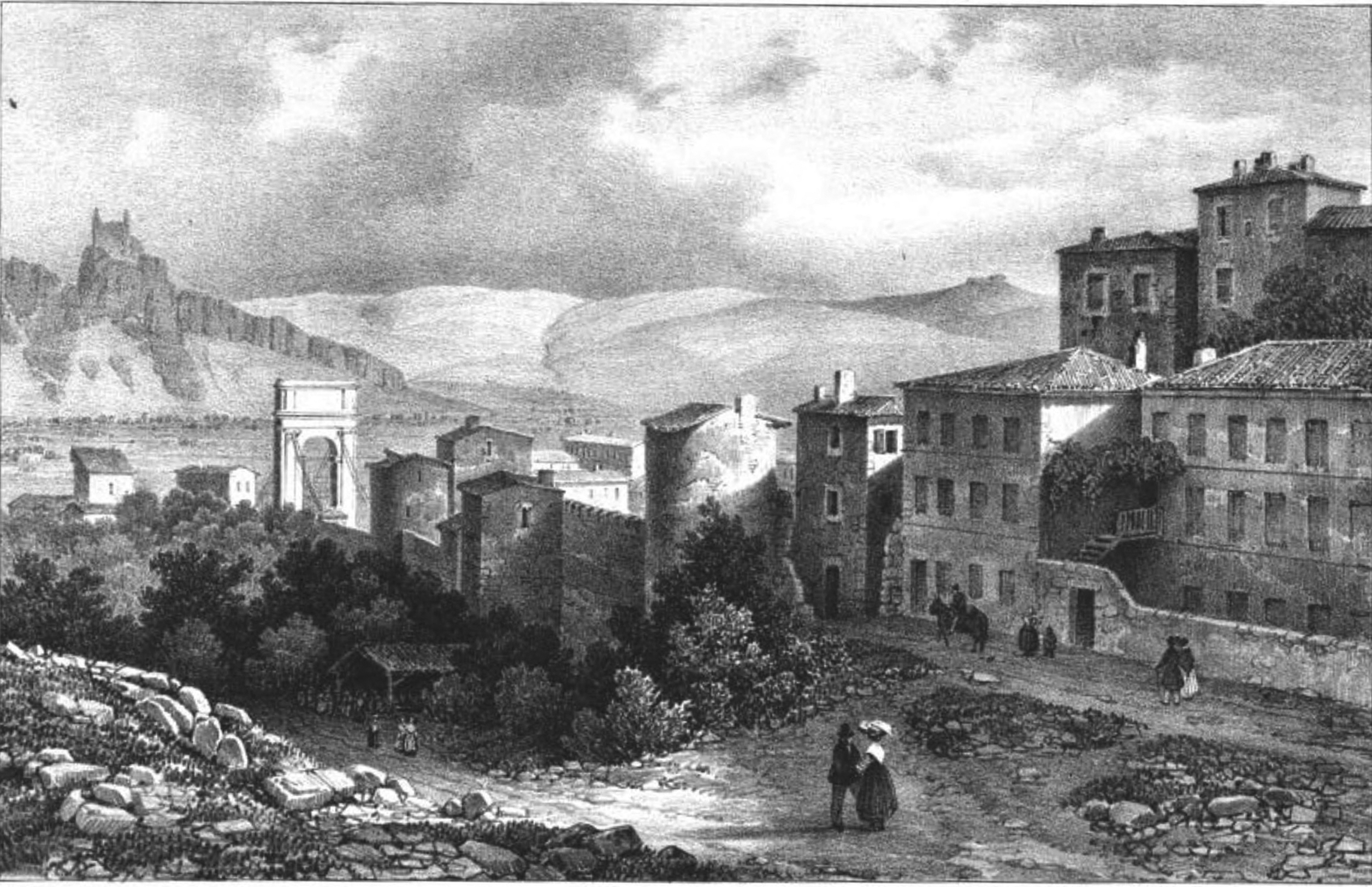
Valence hacia la primera mitad del

No fue hasta el siglo XIX que la ciudad superó sus murallas, sustituidas por bulevares en 1860. A principios del siglo XX llegaron a Valence numerosos emigrantes armenios. Sus descendientes suponen un 10 % de la población actual de la ciudad, lo que se ve reflejado en muchos aspectos socioculturales. Durante la Segunda Guerra Mundial, Valence sufrió bombardeos, siendo particularmente duros los de 1944, que dañaron los puentes sobre el Ródano.
Valence forma parte de las Villes et pays d'art et d'histoire.

## Demografía
| 6 633 | 7 532 | 8 212 | 9 805 | 10 406 | 10 967 | 13 407 | 13 901 | 16 122 | 16 875 | 18 711 | 20 142 | 20 668 | 23 220 | 24 502 | 24 761 | 25 283 | 26 212 | 26 946 | 28 112 | 28 706 | 28 654 | 30 964 | 34 275 | 36 582 | 40 020 | 41 470 | 52 532 | 62 358 | 68 604 | 66 356 | 63 437 | 64 260 | 65 400 | 64 803 | 63 148 | 63 714 |
| Para los censos de 1962 a 1999 la población legal corresponde a la población sin duplicidades (Fuente: INSEE [Consultar]) |       |       |       |        |        |        |        |        |        |        |        |        |        |        |        |        |        |        |        |        |        |        |        |        |        |        |        |        |        |        |        |        |        |        |        |        |

| 1962   | 1968   | 1975    | 1982    | 1990    | 1999    | 2005    |
| ------ | ------ | ------- | ------- | ------- | ------- | ------- |
| 79 527 | 96 364 | 109 813 | 111 854 | 114 539 | 117 448 | 134 662 |

## Administración y política
En el referendo sobre la Constitución Europea ganó el no con un 53,65 % de los votos.

## Economía
Según el censo de 1999, la distribución de la población activa por sectores era:
| Agricultura | Industria | Construcción | Servicios |
| ----------- | --------- | ------------ | --------- |
| 0,9 %       | 17,8 %    | 4,8 %        | 76,5 %    |

## Hermanamientos
- Asti  (Italia)
- Batroun  (Líbano)
- Biberach  (Alemania)
- Clacton-Tendring (Reino Unido)
- Guedera (Israel)
- Ijevan (Armenia)